# Woelige zee met Nederlands jacht onder zeil
Woelige zee met Nederlands jacht onder zeil is een schilderij van Ludolf Bakhuizen in het Rijksmuseum in Amsterdam.

## Voorstelling
Het stelt een wild golvende zee voor met rechts een rijkversierd jacht met de statenvlag en links een visserssloep met neergelaten mast. De visserssloep wordt bemand door drie personen van wie de voorste twee een net ophalen. Links op de achtergrond lost een Nederlandse driemaster een saluutschot. Verder zijn in het midden nog net de contouren van een havenstad te zien. Welk jacht en welke havenstad hier bedoeld zijn is onbekend.

## Toeschrijving en datering
Het schilderij is rechtsonder op de vlag van het jacht gesigneerd 'L. Bakhuizen' en eveneens rechtsonder op een stuk drijfhout gedateerd '1694'.

## Herkomst
Het werk is afkomstig uit de verzameling van de schilder Martinus Schouman in Dordrecht, die het in 1812 kocht van een zekere D. Weiland in Rotterdam. Tegen het jaar 1850 was het in het bezit van Johannes Rombouts (1772-1850) in Dordrecht, die zijn kunstverzameling naliet aan zijn neef Leendert Dupper (1799-1870). Dupper breidde deze verzameling vervolgens uit en liet deze in 1870 per legaat na aan het Rijksmuseum.